# Огайо-Сіті (Огайо)
Огайо-Сіті (англ. Ohio City) — селище (англ. village) в США, в окрузі Ван-Верт штату Огайо. Населення — 651 особа (2020).

## Географія
Огайо-Сіті розташоване за координатами 40°46′13″ пн. ш. 84°36′58″ зх. д. / 40.77028° пн. ш. 84.61611° зх. д. (40.770294, -84.616232).  За даними Бюро перепису населення США в 2010 році селище мало площу 1,38 км², уся площа — суходіл.

## Демографія
Згідно з переписом 2010 року, у селищі мешкало 705 осіб у 287 домогосподарствах у складі 198 родин. Густота населення становила 513 особи/км².  Було 338 помешкань (246/км²).
Расовий склад населення:
| - 97,4 % — білих - 0,3 % — корінних американців - 0,1 % — азіатів - 1,3 % — осіб інших рас |

До двох чи більше рас належало 0,9 %. Частка іспаномовних становила 3,8 % від усіх жителів.
За віковим діапазоном населення розподілялося таким чином: 24,4 % — особи молодші 18 років, 62,0 % — особи у віці 18—64 років, 13,6 % — особи у віці 65 років та старші. Медіана віку мешканця становила 40,1 року. На 100 осіб жіночої статі у селищі припадало 95,8 чоловіків;  на 100 жінок у віці від 18 років та старших — 98,1 чоловіків також старших 18 років.
Середній дохід на одне домашнє господарство  становив 46 712 долари США (медіана — 37 500), а середній дохід на одну сім'ю — 55 067 доларів (медіана — 44 750). Медіана доходів становила 40 083 долари для чоловіків та 24 432 долари для жінок. За межею бідності перебувало 18,4 % осіб, у тому числі 23,5 % дітей у віці до 18 років та 14,7 % осіб у віці 65 років та старших.
Цивільне працевлаштоване населення становило 366 осіб. Основні галузі зайнятості: виробництво — 35,5 %, освіта, охорона здоров'я та соціальна допомога — 17,5 %, роздрібна торгівля — 13,4 %, транспорт — 9,8 %.